# Esteira de turbulência

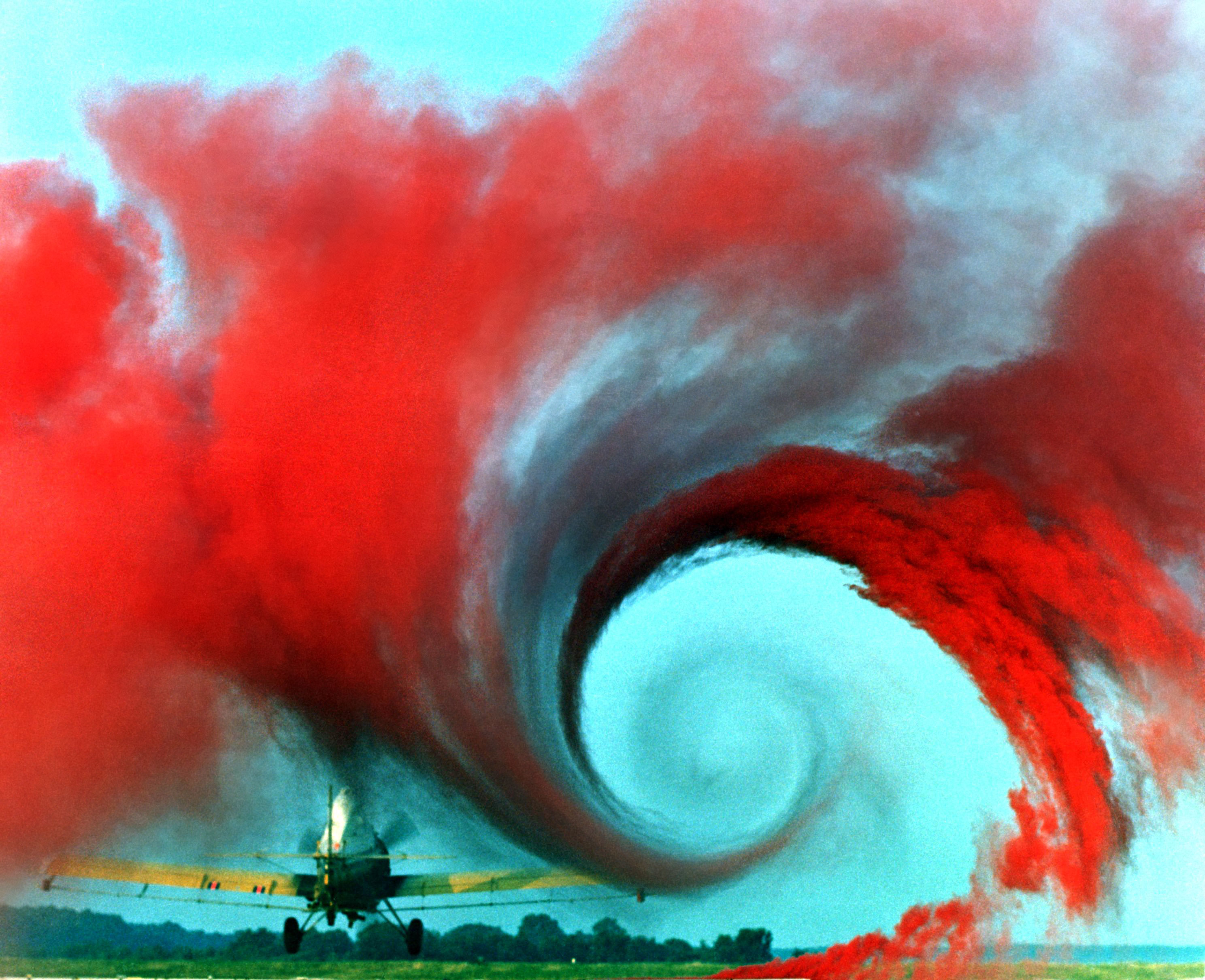
Esta imagem é de um estudo da NASA sobre vórtices de ponta de asa qualitativamente ilustra a esteira de turbulência.

Na aeronáutica, esteira de turbulência é uma perturbação na atmosfera que se forma atrás de uma aeronave quando esta se move através do ar. Ela inclui vários componentes, dos quais os mais importantes são os vórtices de ponta de asa e os gases de escape. O termo "gases de escape" refere-se simplesmente aos gases que se movem rapidamente ao serem expelidos por um motor a jato - são extremamente turbulentos, mas de curta duração. Vórtices de ponta de asa, entretanto, são muito mais estáveis e podem permanecer no ar por até três minutos após a passagem de uma aeronave. Não é, no sentido aerodinâmico, uma verdadeira turbulência, pois não é uma perturbação caótica do ar. Em vez disso, é semelhante à turbulência atmosférica sentida por uma aeronave voando em região de ar perturbado.
Vórtices de ponta de asa ocorrem quando uma asa gera sustentação. O ar abaixo da asa escorre da região da ponta da asa para cima, em direção à área de baixa pressão acima da asa, gerando vórtices na traseira da asa. A força dos vórtices é determinada principalmente pelo peso e velocidade da aeronave. Vórtices de ponta de asa são os componentes primários e mais perigosos de uma esteira de turbulência.
A esteira de turbulência é especialmente perigosa na traseira de uma aeronave durante o pouso ou decolagem. Durante pousos e decolagens, a aeronave opera em um elevado ângulo de ataque. A atitude de voo da aeronave maximiza a formação de fortes vórtices. Pode haver muitas aeronaves ao redor de um aeroporto, todas voando em baixas velocidades e baixas altitudes, provendo um risco extra de esteira de turbulência e deixando uma pequena margem para as aeronaves se recuperarem de seus efeitos.

## Aeronave de asa fixa - voo nivelado
Quando em altitude, os vórtices tentem perder altitude com uma razão de 90 a 150 metros por minuto e estabilizam em cerca de 150 a 270 metros abaixo do nível de voo da aeronave originária, podendo se espalhar lateralmente em até 5 milhas náuticas.

## Helicópteros
Helicópteros também produzem esteira de turbulência. Elas podem ser significativamente mais fortes do que aquelas geradas por uma aeronave de asa fixa, de mesmo peso. A esteira mais forte pode ocorrer quando o helicóptero voa em baixas velocidades (20 a 50 nós). Alguns helicópteros de tamanho médio ou executivos produzem uma esteira de turbulência tão forte quanto a de helicópteros mais pesados. Isso se deve a rotores com duas pás, típicos de helicópteros mais leves, que produzem uma esteira mais forte do que rotores com mais do que duas pás. A forte esteira de turbulência do rotor do Bell Boeing V-22 Osprey pode se estender além daquela descrita no manual, o que contribuiu para uma queda.

## Pistas paralelas ou que se cruzam
Durante a decolagem e o pouso, a esteira de uma aeronave desce até o solo e se afasta lateralmente da pista em ventos calmos. Um vento de través de 3 a 5 nós de velocidade tenderá a manter a parte ascendente do vórtice em uma pista e pode levar a parte descendente para outra pista. Pelo fato dos vórtices de ponta de asa existirem na borda externa da esteira de turbulência de uma aeronave, isso pode ser perigoso.

## Mitigação do perigo

### Separação por esteira de turbulência

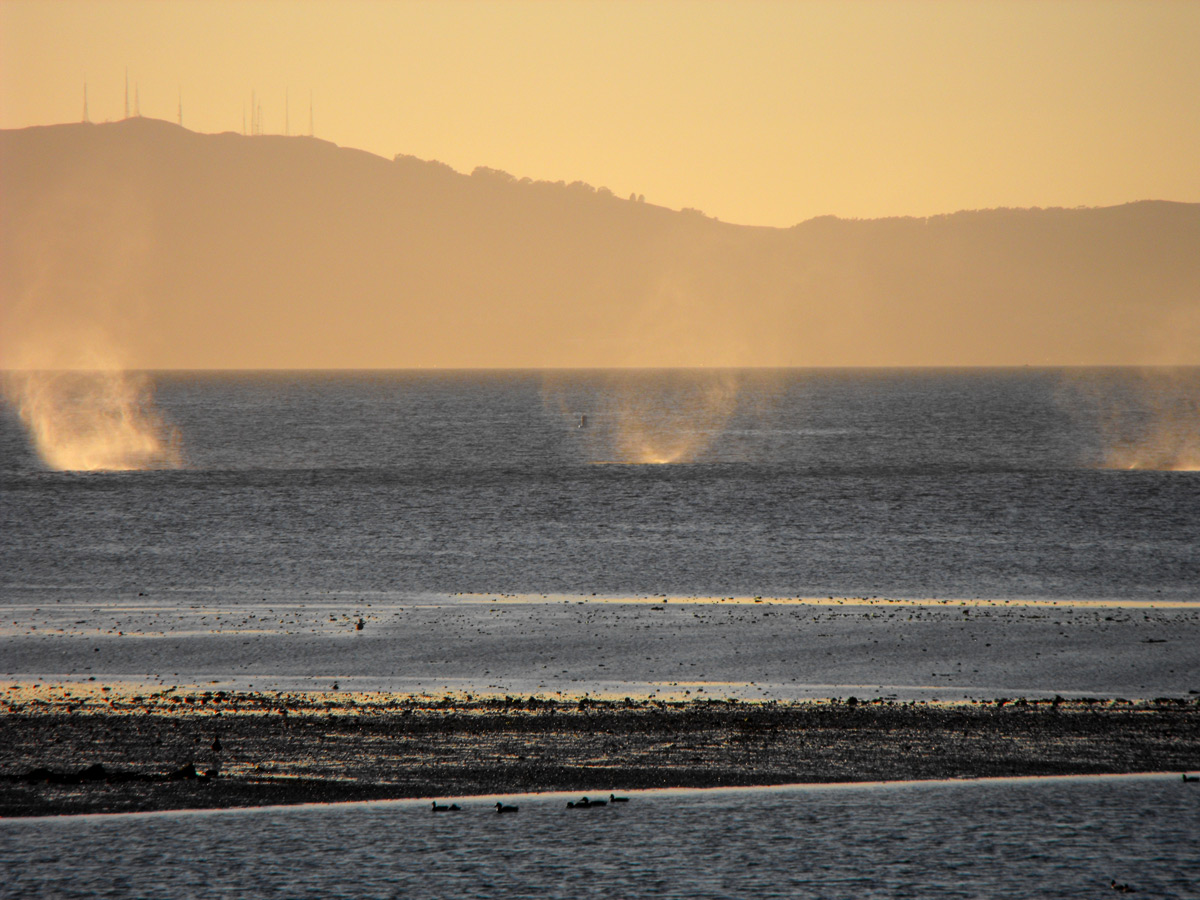
Vórtices ocasionados pelo pouso de um Airbus no Aeroporto de Oakland interagem com o mar enquanto descem ao nível do solo.

A OACI ordena mínimos de separação baseados na categoria de esteira de turbulência, que são baseados no peso máximo de decolagem (MTOW) da aeronave.
Esses valores mínimos são, normalmente, categorizadas da seguinte forma:
- Leve (L)– MTOW 7 000 quilogramas (15 000 lb) ou menos;

- Média (M)– MTOW acima de 7.000 quilos, mas menor do que 136 000 quilogramas (300 000 lb);

- Pesada (H)– MTOW de 136 000 quilogramas (300 000 lb) ou mais.[4]

Uma quinta categoria atualmente é considerada pela OACI:
- Super (J)– Se refere ao Airbus A380.

Mesmo com a adição da categoria "super" ainda em consolidação, tanto a FAA (veja abaixo) quanto o EUROCONTROL já implementaram orientações sobre o Airbus A380.
Existem diversos critérios de separação para as fases de decolagem, pouso e voo em cruzeiro baseados nas categorias acima. Os controladores de tráfego aéreo sequenciam as aeronaves efetuando aproximações por instrumento levando em consideração esses mínimos. Aeronaves efetuando aproximações visuais são avisadas da separação adequada e orientadas a manter sua própria separação.
A FAA não usa as categorias da OACI para separação por esteira de turbulência. Desta forma, ela efetua a categorização da seguinte forma:
- Super – Uma designação especial que se refere exclusivamente ao Airbus A380 e ao Antonov An-225.[7]
- Pesada – Aeronave capaz de decolar com peso de 140 000 kg ou mais, esteja ou não operando com esse peso em alguma fase do voo.
- Grande – Aeronaves com peso maior do que 19 000 kg e MTOW de até, mas não incluindo, 140 000 kg.
- Pequena – Aeronave com MTOW igual ou menor a 19 000 kg.

Adicionalmente, o Boeing 757, do qual por MTOW e regras da OACI o consideram uma aeronave "grande", tem separação por esteira de turbulência de uma aeronave "pesada", devido ao número de incidentes onde aeronaves menores perderam o controle (com algumas delas se acidentando) ao seguir com proximidade um 757.
Mínimos de separação comuns são:
Decolagem
Uma aeronave de menor esteira de turbulência não pode ser autorizada a decolar com menos de dois minutos de separação de uma aeronave com esteira de turbulência maior. Se a aeronave que segue não começar a rolagem na pista a partir do mesmo ponto que a aeronave precedente, o tempo é aumentado para três minutos. Para colocar isso de forma mais geral, normalmente é mais seguro para uma aeronave decolar antes do ponto de rotação da aeronave que decolou em sua frente. No entanto, cuidados devem ser tomados para se ficar na corrente ascendente (ou afastado) de qualquer vórtice gerado pela aeronave anterior.
Pouso
| Aeronave precedente             | Aeronave que segue | Separação radar mínimas |
| ------------------------------- | ------------------ | ----------------------- |
| Super                           | Super              | 4 NM                    |
| Super                           | Pesada             | 6 NM                    |
| Super                           | Grande             | 7 NM                    |
| Super                           | Pequena            | 8 NM                    |
| Pesada ou um Boeing 757         | Pesada             | 4 NM                    |
| Pesada ou um Boeing 757         | Grande             | 5 NM                    |
| Pesada ou um Boeing 757         | Pequena            | 6 NM                    |
| Grande (excluindo o Boeing 757) | Pequena            | 4 NM                    |

### Recategorização dos padrões de separação de esteira de turbulência
Em 2012, controladores de tráfego aéreo de Memphis, Tennessee, foram autorizados pela FAA a aplicar critérios revisados que mantiveram as categorias anteriores de peso, mas também abordaram as diferenças nas velocidades de aproximação e perfil de asa. Isto resultou em seis categorias de aeronaves e a revisão do espaçamento permitido entre essas categorias, permitindo o aumento da capacidade do aeroporto. O ganho na capacidade de Memphis foi significativo, com um aumento estimado pela FAA de 15%, e a média de tempo de táxi das aeronaves da FedEx (a maior operadora de Memphis, com cerca de 500 operações por dia em 2012) reduzido em três minutos.
A FAA manteve o desenvolvimento do programa de recategorização (RECAT). O plano geral da FAA é de incrementar aos poucos fatores complexos para permitir uma redução segura na separação por esteira de turbulência, a fim de aumentar a capacidade. A Fase I do RECAT (demonstrada em Memphis) introduziu seis categorias de esteira de turbulência para substituir as categorias tradicionais baseadas apenas em MTOW. Na Fase I do RECAT, a FAA usou o peso máximo de decolagem (MTOW), peso máximo de pouso (MLW), envergadura da asa e a velocidade de aproximação para representar com mais precisão a severidade da esteira de turbulência de uma aeronave, assim como a vulnerabilidade de uma aeronave que segue outra encontrar uma esteira de turbulência. Esta análise permitiu o desenvolvimento mais eficiente dos mínimos de separação por esteira de turbulência do que aqueles especificados no FAA Order JO 7110.65. Em abril de 2016, a Fase I do RECAT foi implementada em 10 TRACON e em 17 aeroportos locais.
A Fase II do RECAT é uma continuação do programa da FAA e foca em uma maior variedade de aeronaves (123 tipos de aeronaves reconhecidas pela OACI, que representam mais do que 99% dos tipos de aeronaves que voam nos Estados Unidos, com base em 32 aeroportos norte americanos), ao contrário dos 61 tipos de aeronaves que representam apenas 85% dos movimentos aéreos em 5 aeroportos norte americanos e 3 aeroportos europeus, que foram utilizados na Fase I do RECAT. O critério fundamental da separação por esteira de turbulência na Fase II do RECAT não é definido pela categoria de esteira das aeronaves, mas na individualidade de cada par de aeronaves, com base no modelo e série da mesma (por exemplo, um Boeing B747-400 atrás de um Airbus A321). Nos Estados Unidos, ainda não existe um sistema automatizado capaz de permitir que os controladores de tráfego aéreo utilizem a separação por esteira de turbulência baseada na individualidade de cada par de aeronaves. No entanto, a Fase II do RECAT aproveita o tipo de separação existente para redefinir os tipos de categorias da Fase I do RECAT (por exemplo, categorias de A a F, com a adição da categoria G) para cada TRACON. Isso permite uma melhor eficiência sobre a Fase I pois utiliza os tipos de aeronaves que mais voam em relação a cada aeroporto, no lugar de efetuar uma otimização global para o espaço aéreo nacional americano como um todo. A Fase II do RECAT entrou em operação em 3 de agosto de 2016, no TRACON do sudeste da Califórnia e suas respectivas torres de controle.
Com o maior bango de dados de esteira de turbulência existente, o EUROCONTROL desenvolveu um sistema avançado de medidas para estipular na Europa os mínimos de separação por esteira de turbulência a partir de seis categorias, chamado RECAT-EU, como uma alternativa às categorias estabelecidas há bastante tempo pela OACI PANS-ATM, de modo a suportar com segurança um aumento na utilização das pistas dos aeroportos europeus. O RECAT-EU também integra a categoria "Super Pesado" para o Airbus A380, elevando a capacidade das pistas de pouso em até 8% ou mais durante períodos de pico de tráfego. Como parte da recategorização da separação por esteira de turbulência, os parceiros da SESAR, como o EUROCONTROL e NATS, têm desenvolvido o RECAT-EU a partir do conceito de separação por tempo (TBS).
Após a aprovação da autoridade Europeia de Segurança da Aviação (EASA), o RECAT-EU foi inicialmente implantado em Paris, aeroporto Charles de Gaulle, em agosto de 2016.
O Eurocontrol tem planos de desenvolver a recategorização além do RECAT-EU, em direção a uma separação mais específica, utilizando separações precisas para cada uma das 115 aeronaves comerciais comuns  definidas em um sistema de "separação inteligente de pares" (PWS).
Essas matrizes de separação, conhecidas como RECAT II e RECAT III, serão implementadas nos aeroportos europeus em 2020 e 2022, respectivamente.

### Ficar dentro ou acima da trajetória da aeronave à frente
Dados de incidentes mostram que o maior potencial para incidentes de esteira de turbulência ocorrem quando uma aeronave leve está girando base para final, atrás de uma aeronave pesada efetuando uma aproximação direta. Os pilotos das aeronaves leves devem ter extrema cautela e interceptar sua trajetória de aproximação final acima ou bem atrás da trajetória da aeronave mais pesada. Quando é dada e aceita uma instrução de aproximação visual atrás de uma aeronave, o piloto deve estabelecer um intervalo seguro atrás que ele foi instruído a seguir. Neste caso, o piloto é responsável pela separação por esteira de turbulência. Os pilotos não devem diminuir a separação existente quando instruídos a efetuarem uma aproximação visual,a menos que eles possam permanecer dentro ou acima da trajetória da aeronave à frente. Efetuar uma trajetória de aproximação mais alta e tocar na pista de pouso mais à frente do que o toque da aeronave precedente ajudará a evitar a esteira de turbulência.
Por fim, deve ser destacado que pilotos de planadores rotineiramente praticam voos em vórtices de ponta de asa quando eles fazem uma manobra chamada, em tradução livre, de "lutando contra a esteira" (do inglês: "boxing the wake"). Isso envolve descer de uma posição mais alta para uma mais baixa atrás de um avião rebocador. Em seguida, são efetuados figuras retangulares, segurando o planador em pontos altos e baixos atrás da aeronave rebocadora antes de subir novamente através dos vórtices. (Por segurança, essa manobra não é feita abaixo de 1500 pés acima do solo e geralmente é feita com um instrutor presente.) Dada a relativamente baixa velocidade e leveza de ambas as aeronaves, a manobra é segura, mas instiga o senso do quão forte e onde a turbulência fica localizada.

### Sinais de aviso
Qualquer movimento não comandado da aeronave (como balanço de asa) pode ser causado por esteira de turbulência. É por isso que manter a consciência situacional é fundamental. Turbulência ordinária não é incomum, especialmente na fase de aproximação. Um piloto que suspeite estar sob efeito de esteira de turbulência deve se afastar da mesma, executando uma aproximação perdida ou arremetida e se preparar para encontrar uma esteira mais forte ainda. O início do vórtice pode ser insidioso e, até mesmo, surpreendentemente suave. Houve acidentes graves onde os pilotos tentaram manter a aproximação para pouso após encontrarem turbulência moderada, vindo a encontrar uma turbulência severa que foram incapazes de superar. Os pilotos não devem depender de qualquer aviso aerodinâmico, mas caso o aparecimento de uma esteira de turbulência estiver acontecendo, uma ação de manobra evasiva é vital.

## Incidentes envolvendo esteira de turbulência

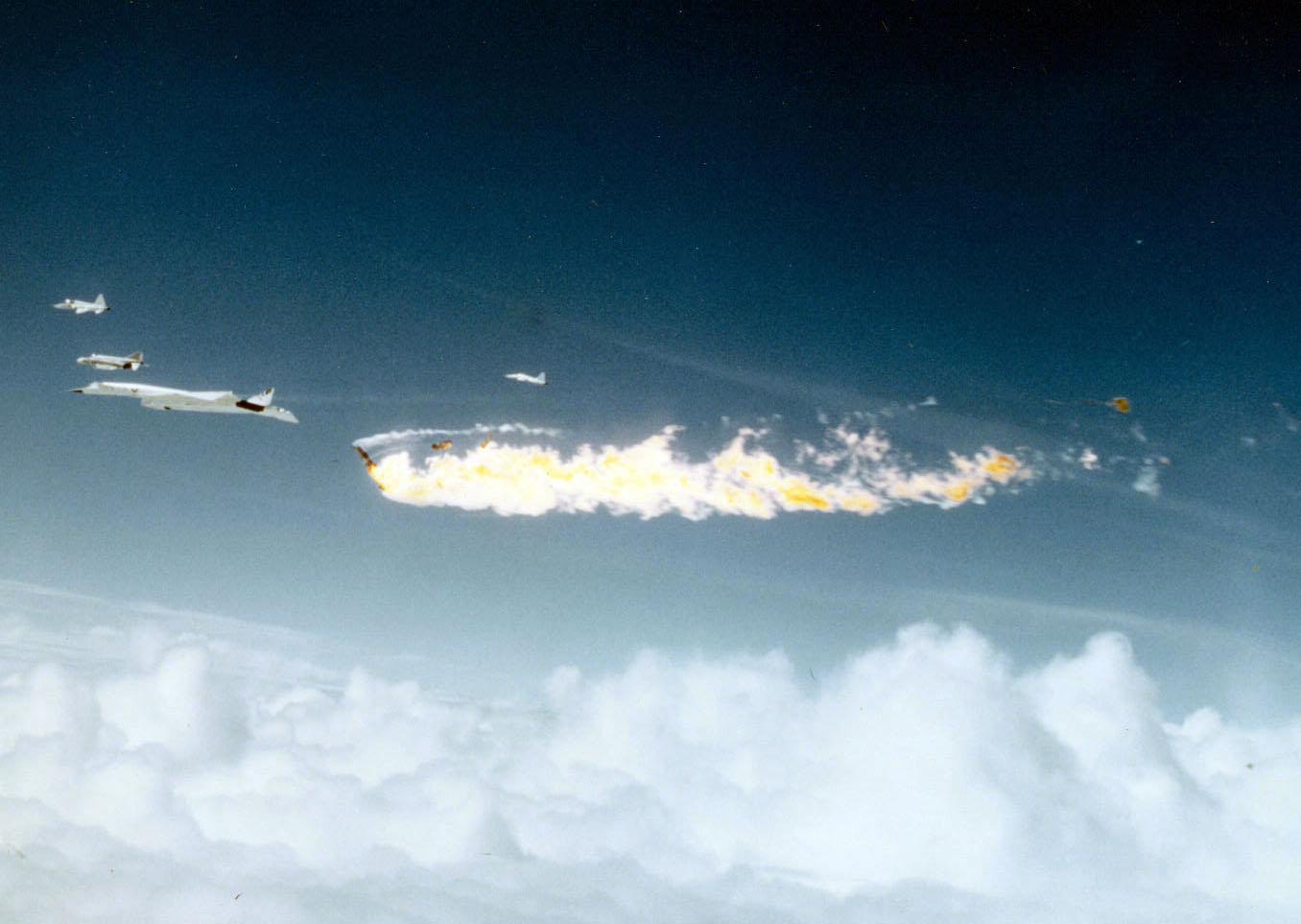
XB-70 62-0207 após uma colisão em pleno voo em 8 de junho de 1966.

- 8 de junho de 1966 – um XB-70 colidiu com um F-104. Apesar da verdadeira causa da colisão ser desconhecida, acredita-se que pelo fato do XB-70 ser desenvolvido para ter uma esteira de turbulência aumentada, para aumentar a sustentação, o F-104 chegou muito perto, sendo atingido pelo vórtice e colidindo com a asa (veja o artigo principal).
- 30 de maio de 1972 – Um DC-9 se acidentou no Aeroporto Internacional Greater Southwest enquanto efetuava procedimentos de "toque e arremetida" atrás de um DC-10. Esse acidente incentivou a FAA a criar novas regras para a separação mínima com aeronaves "pesadas".
- 16 de janeiro de 1987 – Um Yakovlev Yak-40 se acidentou logo após a decolagem, em Tashkent. O voo decolou apenas um minuto e 15 segundo após um Ilyushin Il-76, vindo a encontrar sua esteira de turbulência. O Yakovlev Yak-40 inclinou acentuadamente para a direita, atingiu o solo e pegou fogo. Todas as 9 pessoas abordo do voo Aeroflot 505 morreram.[22]
- 15 de dezembro de 1993 – um voo fretado com cinco pessoas a bordo, incluindo o presidente do In-N-Out Burger, Rich Snyder, se acidentou há algumas milhas do Aeroporto John Wayne. A aeronave seguia um Boeing 757 para pouso e foi pega por sua esteira de turbulência, inclinando-se em uma descida acentuada e se acidentou. Como resultado deste e outros incidentes envolvento aeronaves seguindo Boeings 757, atualmente a FAA emprega regras de separação de aeronave "pesada" para o Boeing 757.
- 8 de setembro de 1994 – O voo USAir 427 se acidentou perto de Pittsburgh, Pennsylvania. Acredita-se que esse acidente envolveu esteira de turbulência, apesar da causa principal ter sido um componente defeituoso do leme de direção.
- 20 de setembro de 1999 – Um JAS 39A Gripen da base aérea F 7 Såtenäs se acidentou no Lago Vener, na Suécia, durante uma manobra de exercício de combate aéreo. Após passar pela esteira de turbulência de outra aeronave, o Gripen mudou de curso abruptamente e o comandante do voo, Capitão Rickard Mattsson, recebeu o aviso mais grave do sistema de aviso de colisão com o solo. Ele ejetou da aeronave e pousou com segurança de paraquedas no lago.
- 12 de novembro de 2001 – O voo American Airlines 587 se acidentou na vizinhança de Belle Harbor no Queens, Nova Iorque, logo após a decolagem do Aeroporto Internacional John F. Kennedy. O acidente foi atribuído a erro do piloto na presença da esteira de turbulência de um Boeing 747, que resultou numa falha do leme de direção e subsequente separação do estabilizador vertical da aeronave.
- 8 de julho de 2008 – A aeronave de treinamento da Força Aérea Americana PC-12 se acidentou no Campo de Hurlburt, Fla., pois o piloto tentou pousar muito próximo de um AC-130U Spooky e foi pego pela esteira de turbulência desta aeronave. As regras da Força Aérea estipulam um mínimo de dois minutos de separação entre aeronaves pesadas voando devagar, como o AC-130U, e aeronaves pequenas e leves, mas o PC-12 entrou na traseira do AC-130U com apenas 40 segundos de separação. Conforme o PC-12 atingia a esteira de turbulência, ele rolou repentinamente para a esquerda e ficou de ponta cabeça. O piloto instrutor interveio e conseguiu controlar a rolagem, mas antes que conseguisse colocar a aeronave para cima novamente a asa esquerda atingiu o solo, levando a aeronave a derrapar por 699 metros pelo campo antes de parar em um piso pavimentado.[23]
- 3 de novembro de 2008 – A esteira de turbulência de um Airbus A380-800 causou a perda temporária de controle de um Saab 340 durante uma aproximação com pistas paralelas e ventos de través.[24]
- 4 de novembro de 2008 – No infame acidente de 2008, na Cidade do México, um LearJet 45, de matrícula XC-VMC, levando o Ministro do Interior, Juan Camilo Mouriño, se acidentou perto da Avenida de la Reforma, antes de se encaixar na aproximação final para a pista 05R do Aeroporto Internacional da Cidade do México. A aeronave voava atrás de um 767-300 e acima de um helicóptero pesado. Os pilotos não foram avisados do tipo de aeronave que se aproximava antes deles, nem orientados a reduzir para a velocidade mínima de aproximação. (Isso foi confirmado como oficial pelo Governo Mexicano através do Luiz Tellez, então Ministro de Comunicações do México.)
- Em 9 de setembro de 2012, um Robin DR 400 se acidentou após inclinar 90 graus dentro de uma esteira de turbulência induzida por um Antonov AN-2 à sua frente. Três morreram e um ficou gravemente ferido.[25][26]
- Em 28 de março de 2014, Um C-130J-30, matrícula KC-3803, da Força Aérea Indiana, se acidentou perto de Gwalior, India, matando todas as 5 pessoas abordo.[27][28][29] A aeronave conduzia treinamento de penetração a baixa altura quando entrou na esteira de turbulência de outra aeronave da formação, vindo a se acidentar.[30]
- Em 7 de janeiro de 2017, um Bombardier Challenger 604 particular rolou três vezes em pleno voo e perdeu 10 mil pés de altitude após encontrar uma esteira de turbulência ao passar 1 000 pés abaixo de um Airbus A380, sobre o Mar Arábico. Diversos passageiros se machucaram, um deles gravemente. Devido a força G do evento, a aeronave foi danificada além do reparável e, consequentemente, foi inutilizada.[31]

## Medida
A esteira de turbulência pode ser medida através de várias técnicas. Atualmente, a OACI reconhece 2 métodos de medição: tomografia sonora e uma técnica de alta resolução, lidar, uma solução agora comercialmente disponível. Técnicas de óptica podeM usar o efeito de turbulência no índice de refração (turbulência ótica) para medir a distorção da luz que passa através da área turbulenta e indicam a intensidade da turbulência.

## Audibilidade
A esteira de turbulência pode, sob certas condições, ser ouvida por observadores em solo. Em um dia comum, a esteira de turbulência de aeronaves a jato pesadas durante aproximação para pouso pode ser ouvida como um rugido maçante ou apito. Este é o núcleo do vórtice. Se a aeronave produzir um vórtice mais fraco, ele soará como o rasgar de um pedaço de papel. Normalmente ele é ouvido alguns segundos após o som direto da passagem da aeronave ter diminuído. Seu som, então, fica mais alto. No entanto, sendo altamente direcional, a esteira de turbulência é facilmente percebida como originada em uma considerável distância atrás da aeronave, movendo-se através do céu, assim como a aeronave o fez. Ela pode persistir por 30 segundos ou mais, continuamente mudando o timbre, às vezes com quebra de notas, até que finalmente se dissipe completamente.

## Na cultura popular
No filme Top Gun - Ases Indomáveis, de 1986, o Tenente Pete "Maverick" Mitchell, interpretado por Tom Cruise, sofre dois apagamentos do motor, causados ao passar pelos gases de escape de outra aeronave, pilotada por seu colega aviador Tom "Ice" Kazansky (interpretado por Val Kilmer). Como resultado, ele é colocado em um giro irrecuperável e é forçado a ejetar, matando seu o Oficial de Interceptação Radar, Nick "Goose" Bradshaw. Em um incidente subsequente, ele é pego pelos gases de escape de um caça inimigo, mas consegue se recuperar com segurança.
No filme Alto Controle, controladores de tráfego aéreo ficam perto da cabeceira de uma pista enquanto uma aeronave pousa, a fim de experimentarem a esteira de turbulência em primeira mão. No entanto, o filme dramaticamente exagera o efeito da turbulência sobre pessoas no solo, mostrando os protagonistas sendo soprados com a passagem do avião. Na realidade, a turbulência atrás e abaixo de uma aeronave durante o pouso é suave demais para derrubar uma pessoa que estiver no solo. (Em contraste, os gases de escape de um avião decolando podem ser extremamente perigosos para as pessoas de pé, atrás da aeronave.)